# Скарб (фільм)
«Скарб» (пол. Skarb) — польський художній фільм, комедія-мелодрама 1948 року.

## Сюжет
У післявоєнній Варшаві, яка відбудовується, молода подружня пара — чоловік Вітек і дружина Крися — не мають свого житла. Вони змушені знімати кут і поселяються на квартирі у пані Малікової, у якої вже живуть кілька квартирантів. Вітик, мріючи про власну квартиру, малює її план, відзначаючи місце, де буде спати його дружина — улюблений «Скарб». Цей план викликає інтерес у мешканців будинку, всі починають шукати скарб, зазначений в плані.

## У ролях
- Данута Шафлярська — Крися
- Єжи Душинський — Вітек, чоловік Крисі
- Адольф Димша — квартирант Фредек Зюлко, працівник радіо
- Станіслав Яворський — квартирант Хельни, інкасатор
- Людвік Семполінскій — квартирант Сасс-Громоцкої, радник
- Александер Дзвонковський — квартирант
- Ядвіга Хойнацька — Малікова, власниця квартири
- Аліна Яновська — Бася, племінниця Малікової
- Ванда Якубіньская — Ковальська, сусідка Малікової
- Фелікс Хмурковський — співмешканець Вітека
- Юзеф Нальберчак — сусід Вітека, студент в навушниках
- Владислав Грабовський — начальник Крисі
- Казімєж Брусікевіч — наречений
- Вацлав Янковський — Цірьян, «референт»
- Казімєж Шуберт — Брицкій, «начальник»
- Адам Міколаєвський — кондуктор в автобусі
- Леопольд Садурскій